# Warner Bros. Games Montréal
Warner Bros. Games Montréal Inc. este un dezvoltator canadian de jocuri video deținut de Warner Bros. Games cu sediul în Montreal, Quebec. Printre titlurile studioului se numără: Batman: Arkham City – Armored Edition și Batman: Arkham Origins.

## Jocuri
| An   | Titlu                                  | Platform(e)                             | Note                                                                                   |
| ---- | -------------------------------------- | --------------------------------------- | -------------------------------------------------------------------------------------- |
| 2012 | Batman: Arkham City - Armoured Edition | Wii U                                   | Port al Batman: Arkham City pentru Wii U, joc original dezvoltat de Rocksteady Studios |
| 2013 | Cartoon Universe                       | Browser                                 | —                                                                                      |
| 2013 | Lego Legends of Chima Online           | Windows, browser, iOS                   | —                                                                                      |
| 2013 | Batman: Arkham Origins                 | Windows, PlayStation 3, Wii U, Xbox 360 | —                                                                                      |
| 2022 | Gotham Knights                         | Windows, PlayStation 5, Xbox Series X   | —                                                                                      |
| 2024 | Suicide Squad: Kill the Justice League | Windows, PlayStation 5, Xbox Series X   | Lucru adițional                                                                        |
| VFA  | VFA                                    | VFA                                     | Joc DC Comics dezvoltat în Unreal Engine 5                                             |